# 福良バスターミナル

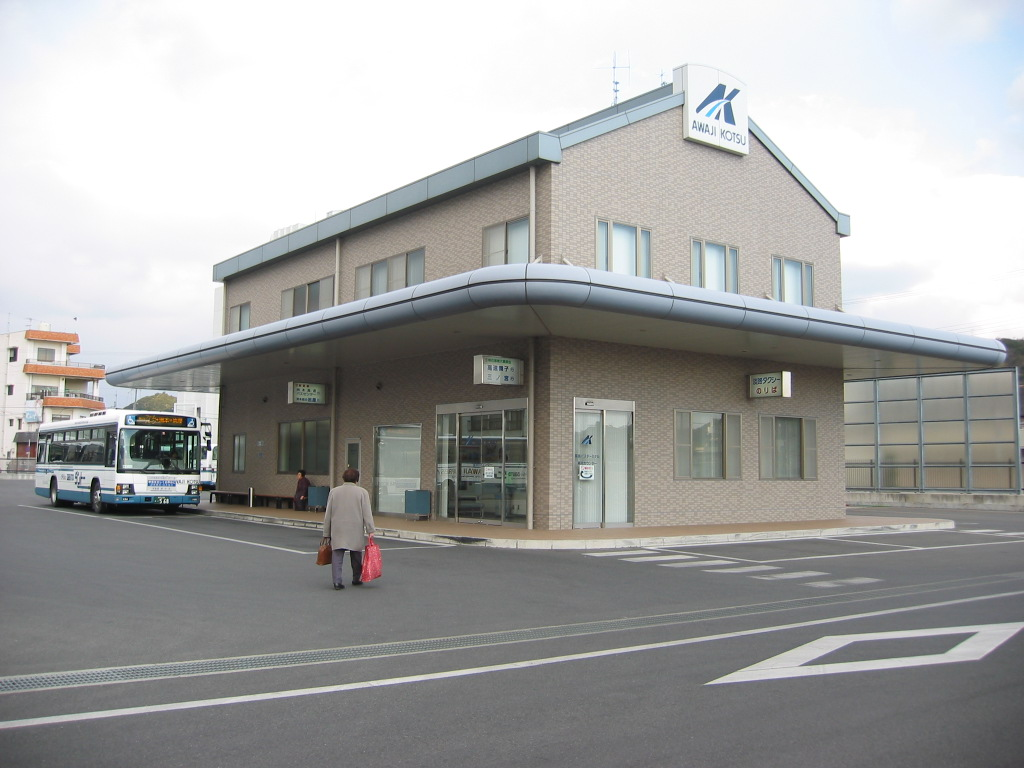
福良バスターミナル・淡路交通福良営業所（2004年3月）

福良バスターミナル（ふくらバスターミナル）は、兵庫県南あわじ市に位置する淡路交通のバスターミナルである。同社の福良営業所と併設されている。

## 概要
淡路交通鉄道線福良駅跡地に建つ。福良駅廃止後も駅舎はそのままに、ホームをバス乗り場に転用し使用されてきたが、1999年（平成11年）に建物老朽化のため取り壊され、現在使用されている新しいバスターミナルが建てられた。
一般路線バスは縦貫線を除いて廃止されている。かつては、鳴門線、青年の家・阿万線、灘線、長田線の発着もあった（長田線は部分廃止・他3路線は全線廃止）。

## 所在地
兵庫県南あわじ市福良甲1528-7

## 乗り入れ路線
- 縦貫線（一般路線バス）
  - 洲本バスセンター行
- 舞子・福良線（■各停タイプ・交通系ICカード利用可）
  - 高速舞子行
- 三ノ宮・福良線（神姫バスと共同運行・■速達タイプ（一部便を除く）・一部便を除いて陸の港西淡から神戸方でクローズドドアシステム・交通系ICカード利用可）
  - 高速舞子・神戸三宮・神戸空港行
- オニオンバス（みなと観光バスと共同運行・クローズドドアシステム・PiTaPaを除く交通系ICカード利用可・予約定員制・路線固定デマンド型交通）
  - 徳島空港行

## 周辺施設
- 道の駅福良
  - みなと観光バスUZU LOOP Free Shuttle Bus停留所
- 淡路人形座 - 屋外に鶴澤友路師顕彰碑[2]がある。
  - 南あわじ市コミュニティバス「淡路人形座前」停留所 - らん・らんバスうずしお号（福良ルート）
- ローソン南淡町福良店[3]
- 国道28号
- 兵庫県道25号阿万福良湊線
- 福良港